# Euclimacia jacobsoni
Euclimacia jacobsoni är en insektsart som beskrevs av Eduard Handschin 1961. Euclimacia jacobsoni ingår i släktet Euclimacia och familjen fångsländor. Inga underarter finns listade i Catalogue of Life.